# Zhuyang
Zhuyang (kinesiska: 朱杨) är en köping i sydvästra Kina. Den ligger i stadsdistriktet Jiangjin i storstadsområdet Chongqing, omkring 82 kilometer sydväst om det centrala stadsdistriktet Yuzhong. Antalet invånare är 26 335. Befolkningen består av 13 221 kvinnor och 13 114 män. Barn under 15 år utgör 18,0 %, vuxna 15-64 år 66 %, och äldre över 65 år 15,0 %.